# Escobares (Texas)
Escobares es una ciudad ubicada en el condado de Starr en el estado estadounidense de Texas. En el Censo de 2010 tenía una población de 1188 habitantes y una densidad poblacional de 215,85 personas por km².

## Geografía
Escobares se encuentra ubicada en las coordenadas 26°24′45″N 98°57′36″O / 26.41250, -98.96000. Según la Oficina del Censo de los Estados Unidos, Escobares tiene una superficie total de 5.5 km², de la cual 5.42 km² corresponden a tierra firme y (1.46%) 0.08 km² es agua.

## Demografía
Según el censo de 2010, había 1188 personas residiendo en Escobares. La densidad de población era de 215,85 hab./km². De los 1188 habitantes, Escobares estaba compuesto por el 98,32% blancos, el 0% eran afroamericanos, el 0% eran amerindios, el 0% eran asiáticos, el 0% eran isleños del Pacífico, el 1,6% eran de otras razas y el 0,08% pertenecían a dos o más razas. Del total de la población el 92,76% eran hispanos o latinos de cualquier raza.